# Ronsberg
Ronsberg è un comune tedesco di 1 652 abitanti, situato nel land della Baviera.

## Storia
La fondazione del comune risale all'anno 1130.

## Geografia fisica
Il comune si trova nella regione dell'Algovia.

## Suddivisione
Ronsberg conta una frazione: Dingisweiler, 60 abitanti, a 776 m s.l.m.